# Mesosa tricolor
Mesosa tricolor är en skalbaggsart som beskrevs av Stefan von Breuning 1955. Mesosa tricolor ingår i släktet Mesosa och familjen långhorningar. Inga underarter finns listade i Catalogue of Life.